# Résultats détaillés des championnats d'Europe d'athlétisme 1954
Résultats détaillés des Championnats d'Europe d'athlétisme 1954 de Berne.
| Courses: 100 m - 200 m - 400 m - 800 m - 1 500 m - 5 000 m - 10 000 m - Marathon Obstacles: 110 m/80 m haies - 400 m haies - 3 000 m steeple Marche: 10 km - 50 km Sauts: Hauteur - Longueur - Triple saut - Perche Lancers: Javelot - Disque - Poids - Marteau Relais: 4 × 100 m - 4 × 400 m Epreuves combinées: Décathlon - Pentathlon Tableau des médailles |

## 100 m
| Rang | Pays                 | Athlète        | Temps  |
| ---- | -------------------- | -------------- | ------ |
| 1    | Allemagne de l'Ouest | Heinz Fütterer | 10 s 5 |
| 2    | France               | René Bonino    | 10 s 6 |
| 3    | Royaume-Uni          | George Ellis   | 10 s 7 |
| 4    | Allemagne de l'Ouest | Leonhard Pohl  | 10 s 7 |
| 5    | Suède                | Jan Carlsson   | 10 s 7 |
| 6    | Pays-Bas             | Theo Saat      | 11 s 1 |

| Rang | Pays             | Athlète                  | Temps  |
| ---- | ---------------- | ------------------------ | ------ |
| 1    | Union soviétique | Irina Turova             | 11 s 8 |
| 2    | Pays-Bas         | Bertha van Duyne-Brouwer | 11 s 9 |
| 3    | Royaume-Uni      | Ann Pashley              | 11 s 9 |
| 4    | Italie           | Giuseppina Leone         | 12 s 0 |
| 5    | Hongrie          | Vera Neszmélyi           | 12 s 1 |
| 6    | Royaume-Uni      | Heather Armitage         | 12 s 1 |

## 200 m
| Rang | Pays                 | Athlète           | Temps       |
| ---- | -------------------- | ----------------- | ----------- |
| 1    | Allemagne de l'Ouest | Heinz Fütterer    | 20 s 9 (RE) |
| 2    | Union soviétique     | Ardalion Ignatyev | 21 s 1      |
| 3    | Royaume-Uni          | George Ellis      | 21 s 2      |
| 4    | Royaume-Uni          | Brian Shenton     | 21 s 3      |
| 5    | Suède                | Jan Carlsson      | 21 s 5      |
| 6    | Tchécoslovaquie      | Vaclav Janecek    | 21 s 9      |

| Rang | Pays                 | Athlète          | Temps  |
| ---- | -------------------- | ---------------- | ------ |
| 1    | Union soviétique     | Maria Itkina     | 24 s 3 |
| 2    | Union soviétique     | Irina Turova     | 24 s 4 |
| 3    | Royaume-Uni          | Shirley Hampton  | 24 s 4 |
| 4    | Pologne              | Barbara Lerczak  | 24 s 4 |
| 5    | Union soviétique     | Rimma Uliskina   | 24 s 7 |
| 6    | Allemagne de l'Ouest | Charlotte Böhmer | 25 s 0 |

## 400 m
| Rang | Pays                 | Athlète             | Temps       |
| ---- | -------------------- | ------------------- | ----------- |
| 1    | Union soviétique     | Ardalion Ignatyev   | 46 s 6 (RC) |
| 2    | Finlande             | Voitto Hellsten     | 47 s 0      |
| 3    | Hongrie              | Zoltán Adamik       | 47 s 6      |
| 4    | Allemagne de l'Ouest | Karl-Friedrich Haas | 47 s 6      |
| 5    | Suisse               | Jean-Jacques Hegg   | 47 s 8      |
| 6    | France               | Jacques Degats      | disq.       |

## 800 m
| Rang | Pays        | Athlète         | Temps             |
| ---- | ----------- | --------------- | ----------------- |
| 1    | Hongrie     | Lajos Szentgáli | 1 min 47 s 1 (RC) |
| 2    | Belgique    | Lucien DeMuynck | 1 min 47 s 3      |
| 3    | Norvège     | Audun Boysen    | 1 min 47 s 4      |
| 4    | Royaume-Uni | Derek Johnson   | 1 min 47 s 4      |
| 5    | Belgique    | Roger Moens     | 1 min 47 s 8      |
| 6    | Luxembourg  | Gérard Rasquin  | 1 min 51 s 4      |
| 7    | Suède       | Tage Ekfeldt    | 1 min 53 s 8      |
| 8    | Irlande     | Ronald Delany   | 2 min 03 s 5      |

| Rang | Pays             | Athlète            | Temps        |
| ---- | ---------------- | ------------------ | ------------ |
| 1    | Union soviétique | Nina Otkalenko     | 2 min 08 s 8 |
| 2    | Royaume-Uni      | Diane Leather      | 2 min 09 s 8 |
| 3    | Union soviétique | Lyudmila Lysenko   | 2 min 11 s 2 |
| 4    | Hongrie          | Aranka Kazi        | 2 min 11 s 9 |
| 5    | Pologne          | Bozena Pestka      | 2 min 12 s 6 |
| 6    | Royaume-Uni      | Valerie Winn       | 2 min 13 s 3 |
| 7    | Royaume-Uni      | Ann Oliver         | 2 min 13 s 3 |
| 8    | Tchécoslovaquie  | Bedriska Müllerova | 2 min 13 s 6 |

## 1 500 m
| Rang | Pays                 | Athlète             | Temps             |
| ---- | -------------------- | ------------------- | ----------------- |
| 1    | Royaume-Uni          | Roger Bannister     | 3 min 43 s 8 (RC) |
| 2    | Danemark             | Gunnar Nielsen      | 3 min 44 s 4      |
| 3    | Tchécoslovaquie      | Stanislav Jungwirth | 3 min 45 s 4      |
| 4    | Suède                | Ingvar Eriksson     | 3 min 46 s 2      |
| 5    | Allemagne de l'Ouest | Werner Lueg         | 3 min 46 s 4      |
| 6    | Hongrie              | Sandor Iharos       | 3 min 47 s 0      |
| 7    | Finlande             | Denis Johansson     | 3 min 47 s 4      |
| 8    | Allemagne de l'Ouest | Gunther Dohrow      | 3 min 48 s 2      |

## 5 000 m
| Rang | Pays             | Athlète              | Temps              |
| ---- | ---------------- | -------------------- | ------------------ |
| 1    | Union soviétique | Vladimir Kuts        | 13 min 56 s 6 (RM) |
| 2    | Royaume-Uni      | Christopher Chataway | 14 min 08 s 8      |
| 3    | Tchécoslovaquie  | Emil Zátopek         | 14 min 10 s 2      |
| 4    | Union soviétique | Vladimir Okorokov    | 14 min 20 s 0      |
| 5    | Belgique         | Lucien Hanswyck      | 14 min 25 s 6      |
| 6    | Belgique         | Frans Herman         | 14 min 31 s 4      |
| 7    | Norvège          | Öistein Saksvik      | 14 min 32 s 2      |
| 8    | Finlande         | Urho Julin           | 14 min 32 s 4      |

## 10 000 m
| Rang | Pays                 | Athlète             | Temps              |
| ---- | -------------------- | ------------------- | ------------------ |
| 1    | Tchécoslovaquie      | Emil Zátopek        | 28 min 58 s 0 (RC) |
| 2    | Hongrie              | József Kovács       | 29 min 25 s 8      |
| 3    | Royaume-Uni          | Frank Sando         | 29 min 27 s 6      |
| 4    | Allemagne de l'Ouest | Herbert Schade      | 29 min 32 s 8      |
| 5    | Yougoslavie          | Franjo Mihalic      | 29 min 59 s 6      |
| 6    | Royaume-Uni          | Peter Driver        | 30 min 03 s 6      |
| 7    | Norvège              | Öistein Saksvik     | 30 min 04 s 4      |
| 8    | Union soviétique     | Aleksandr Anufriyev | 30 min 19 s 4      |

## Marathon
| Rang | Pays             | Athlète             | Temps           |
| ---- | ---------------- | ------------------- | --------------- |
| 1    | Finlande         | Veikko Karvonen     | 2 h 24 min 51   |
| 2    | Union soviétique | Boris Grishayev     | 2 h 24 min 55 s |
| 3    | Union soviétique | Ivan Filin          | 2 h 25 min 26 s |
| 4    | Finlande         | Erkki Puolakka      | 2 h 26 min 45 s |
| 5    | Suède            | Gustaf Jansson      | 2 h 27 min 27 s |
| 6    | Royaume-Uni      | Geoffrey Iden       | 2 h 28 min 02 s |
| 7    | Pays-Bas         | Janus Van Der Zande | 2 h 29 min 19 s |
| 8    | Portugal         | Jose Araulo         | 2 h 29 min 45 s |

## 110 m haies/80 m haies
| Rang | Pays                 | Athlète            | Temps  |
| ---- | -------------------- | ------------------ | ------ |
| 1    | Union soviétique     | Yevgeniy Bulanchik | 14 s 4 |
| 2    | Royaume-Uni          | John Parker        | 14 s 6 |
| 3    | Allemagne de l'Ouest | Berthold Steines   | 14 s 7 |
| 4    | Yougoslavie          | Stanko Lorger      | 14 s 7 |
| 5    | Irlande              | Eamonn Kinsella    | 14 s 7 |
| 6    | Roumanie             | Ion Opris          | 15 s 1 |

| Rang | Pays                 | Athlète               | Temps       |
| ---- | -------------------- | --------------------- | ----------- |
| 1    | Union soviétique     | Maria Golubnichaya    | 11 s 0 (RC) |
| 2    | Allemagne de l'Ouest | Anneliese Seonbuchner | 11 s 2      |
| 3    | Royaume-Uni          | Pamela Seaborne       | 11 s 3      |
| 4    | France               | Denise Laborie        | 11 s 3      |
| 5    | Yougoslavie          | Milena Babovic        | 11 s 5      |
| 6    | Royaume-Uni          | Jean Desforges        | 11 s 5      |

## 400 m haies
| Rang | Pays             | Athlète           | Temps       |
| ---- | ---------------- | ----------------- | ----------- |
| 1    | Union soviétique | Anatoliy Yulin    | 50 s 5 (RC) |
| 2    | Union soviétique | Yuriy Lituyev     | 50 s 8      |
| 3    | Finlande         | Sven-Oswald Mildh | 51 s 5      |
| 4    | France           | Guy Cury          | 51 s 8      |
| 5    | Royaume-Uni      | Robert Shaw       | 52 s 3      |
| 6    | Hongrie          | Antal Lippay      | 52 s 4      |

## 3 000 m steeple
| Rang | Pays             | Athlète            | Temps             |
| ---- | ---------------- | ------------------ | ----------------- |
| 1    | Hongrie          | Sandor Rozsnyoi    | 8 min 49 s 6 (RM) |
| 2    | Finlande         | Olavi Rinteenpää   | 8 min 52 s 4      |
| 3    | Norvège          | Ernst Larsen       | 8 min 53 s 2      |
| 4    | Finlande         | Pentti Karvonen    | 8 min 55 s 2      |
| 5    | Hongrie          | Laszlo Jeszenszky  | 8 min 59 s 4      |
| 6    | Union soviétique | Viktor Kurchavov   | 9 min 00 s 2      |
| 7    | Tchécoslovaquie  | Vastimil Brlica    | 9 min 03 s 6      |
| 8    | Union soviétique | Yevgeniy Kodyaykin | 9 min 07 s 4      |

## Saut en hauteur
| Rang | Pays                 | Athlète              | Performance |
| ---- | -------------------- | -------------------- | ----------- |
| 1    | Suède                | Bengt Nilsson        | 2,02 m      |
| 2    | Tchécoslovaquie      | Jiri Lansky          | 1,98 m      |
| 3    | Tchécoslovaquie      | Jaroslav Kovár       | 1,96 m      |
| 4    | Suède                | Bertil Holmgren      | 1,96 m      |
| 5    | Union soviétique     | Yuriy Stepanov       | 1,93 m      |
| 6    | Bulgarie             | Todor Belchev        | 1,93 m      |
| 7    | Allemagne de l'Ouest | Werner Bahr          | 1,93 m      |
| 8    | Pologne              | Zbigniew Lewandowski | 1,90 m      |

| Rang | Pays                 | Athlète            | Performance |
| ---- | -------------------- | ------------------ | ----------- |
| 1    | Royaume-Uni          | Thelma Hopkins     | 1,67 m (RC) |
| 2    | Roumanie             | Iolanda Balas      | 1,65 m      |
| 3    | Tchécoslovaquie      | Olga Modrachova    | 1,63 m      |
| 4    | Suède                | Gunhild Larking    | 1,63 m      |
| 5    | Royaume-Uni          | Sheila Lerwill     | 1,60 m      |
| 6    | Union soviétique     | Aleksandra Chudina | 1,60 m      |
| 7    | Tchécoslovaquie      | Liduska Ajglova    | 1,55 m      |
| 8    | Allemagne de l'Ouest | Renate Kramer      | 1,55 m      |

## Saut en longueur
| Rang | Pays                 | Athlète             | Performance |
| ---- | -------------------- | ------------------- | ----------- |
| 1    | Hongrie              | Ödön Földessy       | 7,51 m      |
| 2    | Pologne              | Zbigniew Iwanski    | 7,46 m      |
| 3    | France               | Ernest Wanko        | 7,41 m      |
| 4    | Allemagne de l'Ouest | Günther Jobst       | 7,38 m      |
| 5    | Finlande             | Wilhelm Porrassalmi | 7,36 m      |
| 6    | Tchécoslovaquie      | Václav Martinek     | 7,32 m      |
| 7    | Italie               | Attilio Bravi       | 7,25 m      |
| 8    | Pologne              | Janusz Ratajczak    | 7,23 m      |

| Rang | Pays                 | Athlète            | Performance |
| ---- | -------------------- | ------------------ | ----------- |
| 1    | Royaume-Uni          | Jean Desforges     | 6,04 m (RC) |
| 2    | Union soviétique     | Aleksandra Chudina | 5,93 m      |
| 3    | Pologne              | Elzbieta Dunska    | 5,83 m      |
| 4    | Allemagne de l'Ouest | Erika Fisch        | 5,81 m      |
| 5    | Union soviétique     | Galina Vinogradova | 5,79 m      |
| 6    | Pologne              | Maria Ilwicka      | 5,73 m      |
| 7    | Royaume-Uni          | Shirley Cawley     | 5,73 m      |
| 8    | Pologne              | Maria Kusion       | 5,63 m      |

## Saut à la perche
| Rang | Pays             | Athlète           | Performance |
| ---- | ---------------- | ----------------- | ----------- |
| 1    | Finlande         | Eeles Landström   | 4,40 m (RC) |
| 2    | Suède            | Ragnar Lundberg   | 4,40 m      |
| 3    | Finlande         | Jukka Piironen    | 4,30 m      |
| 3    | Royaume-Uni      | Geoffrey Elliott  | 4,30 m      |
| 5    | Hongrie          | Tamás Homonnay    | 4,30 m      |
| 6    | Royaume de Grèce | Yeóryos Roubánis  | 4,25 m      |
| 7    | France           | Victor Sillon     | 4,25 m      |
| 8    | Union soviétique | Vitaliy Chernobay | 4,25 m      |

## Triple saut
| Rang | Pays                 | Athlète             | Performance  |
| ---- | -------------------- | ------------------- | ------------ |
| 1    | Union soviétique     | Leonid Shcherbakov  | 15,90 m (RC) |
| 2    | Suède                | Roger Norman        | 15,17 m      |
| 3    | Tchécoslovaquie      | Martin Rehak        | 15,10 m      |
| 4    | Pologne              | Zygfryd Weinberg    | 14,91 m      |
| 5    | Suisse               | Fritz Portmann      | 14,81 m      |
| 6    | Finlande             | Kari Rahkamo        | 14,73 m      |
| 7    | Pologne              | Jerzy Gizelewski    | 14,20 m      |
| 8    | Allemagne de l'Ouest | Theo Strohschnieder | 14,15 m      |

## Lancer du disque
| Rang | Pays             | Athlète            | Performance |
| ---- | ---------------- | ------------------ | ----------- |
| 1    | Italie           | Adolfo Consolini   | 53,44 m     |
| 2    | Italie           | Giuseppe Tosi      | 52,34 m     |
| 3    | Hongrie          | József Szécsényi   | 51,58 m     |
| 4    | Hongrie          | Ferenc Klics       | 51,43 m     |
| 5    | Suède            | Roland Nilsson     | 50,97 m     |
| 6    | Union soviétique | Otto Grigalka      | 50,60 m     |
| 7    | Yougoslavie      | Vitomir Krivokapic | 48,79 m     |
| 8    | Tchécoslovaquie  | Jan Vrabel         | 48,76 m     |

| Rang | Pays                 | Athlète           | Performance |
| ---- | -------------------- | ----------------- | ----------- |
| 1    | Union soviétique     | Nina Ponomaryova  | 48,02 m     |
| 2    | Union soviétique     | Irina Beglyakova  | 45,79 m     |
| 3    | Union soviétique     | Galina Zybina     | 44,77 m     |
| 4    | Tchécoslovaquie      | Stepanka Mertova  | 44,37 m     |
| 5    | Tchécoslovaquie      | Jirina Voborilova | 44,33 m     |
| 6    | Yougoslavie          | Julia Matej       | 43,95 m     |
| 7    | Roumanie             | Lia Manoliu       | 43,86 m     |
| 8    | Allemagne de l'Ouest | Karen Sonneck     | 43,86 m     |

## Lancer du poids
| Rang | Pays             | Athlète           | Performance  |
| ---- | ---------------- | ----------------- | ------------ |
| 1    | Tchécoslovaquie  | Jiří Skobla       | 17,20 m (RC) |
| 2    | Union soviétique | Otto Grigalka     | 16,69 m      |
| 3    | Union soviétique | Heino Heinaste    | 16,27 m      |
| 4    | Suède            | Roland Nilsson    | 16,17 m      |
| 5    | Royaume-Uni      | John Savidge      | 16,10 m      |
| 6    | Hongrie          | Ferenc Kövesdi    | 15,70 m      |
| 7    | Roumanie         | Gabriel Georgescu | 15,48 m      |
| 8    | Yougoslavie      | Petar Sarcevic    | 15,43 m      |

| Rang | Pays                 | Athlète             | Performance  |
| ---- | -------------------- | ------------------- | ------------ |
| 1    | Union soviétique     | Galina Zybina       | 15,65 m (RC) |
| 2    | Union soviétique     | Maria Kuznetsova    | 14,99 m      |
| 3    | Union soviétique     | Tamara Tychkevitch  | 14,78 m      |
| 4    | Tchécoslovaquie      | Adela Tischlerova   | 14,02 m      |
| 5    | Allemagne de l'Ouest | Marianne Werner     | 13,93 m      |
| 6    | Yougoslavie          | Maria Radosavljevic | 13,71 m      |
| 7    | Allemagne de l'Ouest | Marlene Biedermann  | 12,96 m      |
| 8    | Hongrie              | Maria Feher         | 12,93 m      |

## Lancer du marteau
| Rang | Pays             | Athlète            | Performance  |
| ---- | ---------------- | ------------------ | ------------ |
| 1    | Union soviétique | Mikhail Krivonosov | 63,34 m (RM) |
| 2    | Norvège          | Sverre Strandli    | 61,07 m      |
| 3    | Hongrie          | József Csermák     | 59,72 m      |
| 4    | Pologne          | Tadeusz Rut        | 57,70 m      |
| 5    | Tchécoslovaquie  | Milos Maca         | 57,05 m      |
| 6    | Hongrie          | Imre Németh        | 56,86 m      |
| 7    | Yougoslavie      | Ivan Gubijan       | 56,75 m      |
| 8    | Union soviétique | Nikolay Redkin     | 56,35 m      |

## Lancer du javelot
| Rang | Pays             | Athlète                | Performance |
| ---- | ---------------- | ---------------------- | ----------- |
| 1    | Pologne          | Janusz Sidło           | 76,35 m     |
| 2    | Union soviétique | Vladimir Kuznetsov     | 74,61 m     |
| 3    | Finlande         | Soini Nikkinen         | 73,38 m     |
| 4    | Union soviétique | Viktor Tsybulenko      | 72,39 m     |
| 5    | Suède            | Otto Bengtsson         | 72,38 m     |
| 6    | Suède            | Gullbrand Sjöström     | 71,98 m     |
| 7    | Pologne          | Zbigniew Radziwonowicz | 69,84 m     |
| 8    | Hongrie          | Sandor Krasznai        | 68,45 m     |

| Rang | Pays                 | Athlète            | Performance  |
| ---- | -------------------- | ------------------ | ------------ |
| 1    | Tchécoslovaquie      | Dana Zátopková     | 52,91 m (RC) |
| 2    | Union soviétique     | Virve Roolaid      | 49,94 m      |
| 3    | Union soviétique     | Nadezhda Konyayeva | 49,49 m      |
| 4    | Allemagne de l'Ouest | Jutta Krüger       | 47,39 m      |
| 5    | Union soviétique     | Aleksandra Chudina | 47,05 m      |
| 6    | Yougoslavie          | Cmiljka Kalusevic  | 46,78 m      |
| 7    | Pologne              | Jadwiga Majka      | 44,80 m      |
| 8    | Hongrie              | Erzsebeth Vigh     | 43,74 m      |

## 10 km marche
| Rang | Pays             | Athlète          | Temps         |
| ---- | ---------------- | ---------------- | ------------- |
| 1    | Tchécoslovaquie  | Josef Dolezal    | 45 min 01 s 8 |
| 2    | Union soviétique | Anatoliy Yegorov | 45 min 53 s 0 |
| 3    | Union soviétique | Sergey Lobastov  | 46 min 21 s 8 |
| 4    | Suède            | Ake Rundölf      | 46 min 48 s 8 |
| 5    | Royaume-Uni      | Bryan Hawkins    | 46 min 52 s 8 |
| 6    | Suisse           | Gabriel Reymond  | 47 min 09 s 8 |
| 7    | France           | Louis Chevalier  | 47 min 12 s 0 |
| 8    | Suisse           | Fritz Schwab     | 47 min 21 s 6 |

## 50 km marche
| Rang | Pays             | Athlète        | Temps           |
| ---- | ---------------- | -------------- | --------------- |
| 1    | Union soviétique | Vladimir Ukhov | 4 h 22 min 12 s |
| 2    | Tchécoslovaquie  | Josef Dolezal  | 4 h 25 min 08 s |
| 3    | Hongrie          | Antal Róka     | 4 h 31 min 33 s |
| 4    | Suède            | John Ljunggren | 4 h 38 min 10 s |
| 5    | Hongrie          | Janos Somogyi  | 4 h 41 min 41 s |
| 6    | Royaume-Uni      | Frank Bailey   | 4 h 46 min 07 s |
| 7    | Italie           | Abdon Pamich   | 4 h 49 min 07 s |
| 8    | Roumanie         | Ionescu Babois | 4 h 49 min 30 s |

## 4 × 100 m relais
| Rang | Pays             | Athlètes                                                  | Temps  |
| ---- | ---------------- | --------------------------------------------------------- | ------ |
| 1    | Hongrie          | László Zarándi Géza Varasdi György Csányi Béla Goldoványi | 40 s 6 |
| 2    | Royaume-Uni      | Kenneth Box George Ellis Kenneth Jones Brian Shenton      | 40 s 8 |
| 3    | Union soviétique | Boris Tokarev Viktor Ryabov Levan Sanadze Leonid Bartenev | 40 s 9 |
| 4    | Tchécoslovaquie  | -                                                         | 40 s 9 |
| 5    | Italie           | -                                                         | 41 s 0 |
| 6    | Suède            | -                                                         | 41 s 3 |

| Rang | Pays                 | Athlètes                                                      | Temps  |
| ---- | -------------------- | ------------------------------------------------------------- | ------ |
| 1    | Union soviétique     | Vera Krepkina Rimma Uliskina Maria Itkina Irina Turova        | 45 s 8 |
| 2    | Allemagne de l'Ouest | Irmgard Egert Charlotte Böhmer Irene Brütting Maria Sander    | 46 s 3 |
| 3    | Italie               | Maria Musso Giuseppina Leone Letizia Bertoni Milena Greppi    | 46 s 6 |
| 4    | Royaume-Uni          | -                                                             | 46 s 7 |
| 5    | Pologne              | Maria Ilwicka Barbara Lerczak Maria Kusion Celina Jesionowska | 47 s 1 |
| 6    | Tchécoslovaquie      | -                                                             | 48 s 5 |

## 4 × 400 m relais
| Rang | Pays                 | Athlètes                                                                         | Temps             |
| ---- | -------------------- | -------------------------------------------------------------------------------- | ----------------- |
| 1    | France               | Jean-Pierre Haarhoff Jacques Degats Jean-Paul Martin du Gard Jean-Pierre Goudeau | 3 min 08 s 7 (RN) |
| 2    | Allemagne de l'Ouest | Hans Geister Helmut Dreher Heinz Ulzheimer Karl-Friedrich Haas                   | 3 min 08 s 8      |
| 3    | Finlande             | Raimo Graeffe Sven-Oswald Mildh Rolf Back Voitto Hellsten                        | 3 min 11 s 5      |
| 4    | Suède                | -                                                                                | 3 min 12 s 5      |
| 5    | Hongrie              | -                                                                                | 3 min 28 s 2      |
| 6    | Royaume-Uni          | -                                                                                | disq.             |

## Décathlon/Pentathlon
| Rang | Pays                 | Athlète            | Performance |
| ---- | -------------------- | ------------------ | ----------- |
| 1    | Union soviétique     | Vasily Kuznetsov   | 6 752 pts   |
| 2    | Finlande             | Torbjörn Lassenius | 6 424 pts   |
| 3    | Allemagne de l'Ouest | Heinz Oberbeck     | 6 263 pts   |
| 4    | Union soviétique     | Yuriy Kutenko      | 6 097 pts   |
| 5    | Tchécoslovaquie      | Miloslav Moravec   | 5 953 pts   |
| 6    | Suisse               | Manfred Huber      | 5 813 pts   |
| 7    | Allemagne de l'Ouest | Friedel Schirmer   | 5 750 pts   |
| 8    | Autriche             | Arnulf Pilhatsch   | 5 725 pts   |

| Rang | Pays                 | Athlète            | Performance |
| ---- | -------------------- | ------------------ | ----------- |
| 1    | Union soviétique     | Aleksandra Chudina | 4 526 pts   |
| 2    | Allemagne de l'Ouest | Maria Sander       | 4 485 pts   |
| 3    | Allemagne de l'Ouest | Maria Sturm        | 4 357 pts   |
| 4    | Allemagne de l'Ouest | Lena Stumpf        | 4 336 pts   |
| 5    | Union soviétique     | Sofia Burdulenko   | 4 265 pts   |
| 6    | Pologne              | Maria Ilwicka      | 4 233 pts   |
| 7    | Union soviétique     | Nina Martynenko    | 4 220 pts   |
| 8    | France               | Marthe Lambert     | 4 203 pts   |

## Légende
- RE : Record d'Europe
- RC : Record des Championnats
- RN : Record national
- disq. : disqualification
- ab. : abandon